# Gaston Brunfaut
Pour les articles homonymes, voir Brunfaut.
Gaston Brunfaut, né à Jemelle le 6 février 1894 et mort à Uccle le 1er juin 1974, est un architecte et urbaniste belge.
Adepte du modernisme, il contribua activement à en promouvoir les idées et les principes en Belgique. Il développera sa réflexion dans plusieurs revues, comme Le Document, dont il assurera le secrétariat rédactionnel de 1926 à 1932, La Maison, Bâtir, La Cité, ou encore L'Émulation et Rythme, publiées par la Société centrale d’architecture de Belgique.

## Biographie
Gaston Brunfaut se forme à l’architecture auprès de Paul Bonduelle, dont il suit le cours libre de composition architecturale à l’Académie royale des beaux-arts de Bruxelles, puis auprès de son frère aîné, l'architecte et homme politique Fernand Brunfaut, chez qui il effectue un stage en 1923. Il débutera dans la profession l’année suivante.  
Intéressé surtout par l'aménagement du territoire, la conception d'équipements collectifs et d'édifices publics, Gaston Brunfaut participera durant toute sa carrière à de nombreux concours en architecture et en urbanisme, tant à Bruxelles qu’en Wallonie et en Flandre. Dans ce domaine, ses œuvres les plus significatives sont les centres de vacances Pays de Charleroi et Home Vandervelde I à Ostdunkerque (1933-1939) et surtout l’Institut Bordet-Héger (1934-1939), édifié à Bruxelles en collaboration avec Stanislas Jasinski,. Il dessine également, mais en petit nombre, des immeubles de rapport et des maisons particulières dans l’agglomération bruxelloise ou en périphérie, comme la villa Mardens à Groenendael (1936), inspirée par la villa Savoye, la maison qu’il édifie à Uccle pour son cousin Georges Brunfaut (1937), ou encore les maisons Delobe à Watermael-Boitsfort (1938-1939), représentatives de la production cubiste de Brunfaut,.
En 1947, aux côtés de Le Corbusier et d’Oscar Niemayer, il figure parmi les onze architectes-conseil missionnés pour concevoir le siège des Nations Unies à New York,. Dans les années 1950, il construit des centrales téléphoniques dans plusieurs communes bruxelloises ainsi que des foyers de logements sociaux qui témoignent d’une vision moderniste du logement collectif plus radicale que celle qui prévalait avant-guerre.
Membre du Conseil supérieur de l’urbanisme de 1936 à 1949, Gaston Brunfaut présidera la Société belge des urbanistes et architectes modernistes.

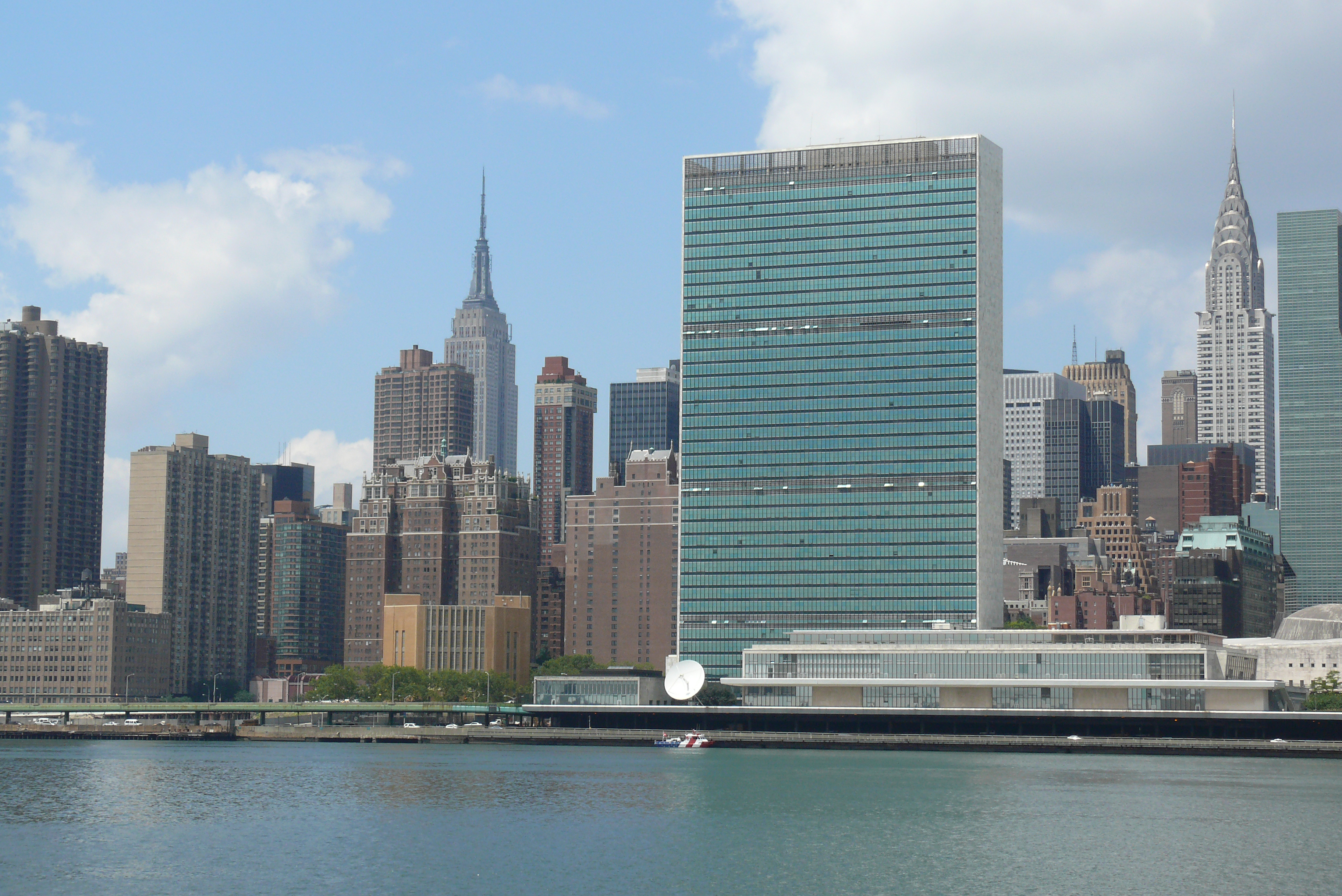
Siège de l'ONU à new York
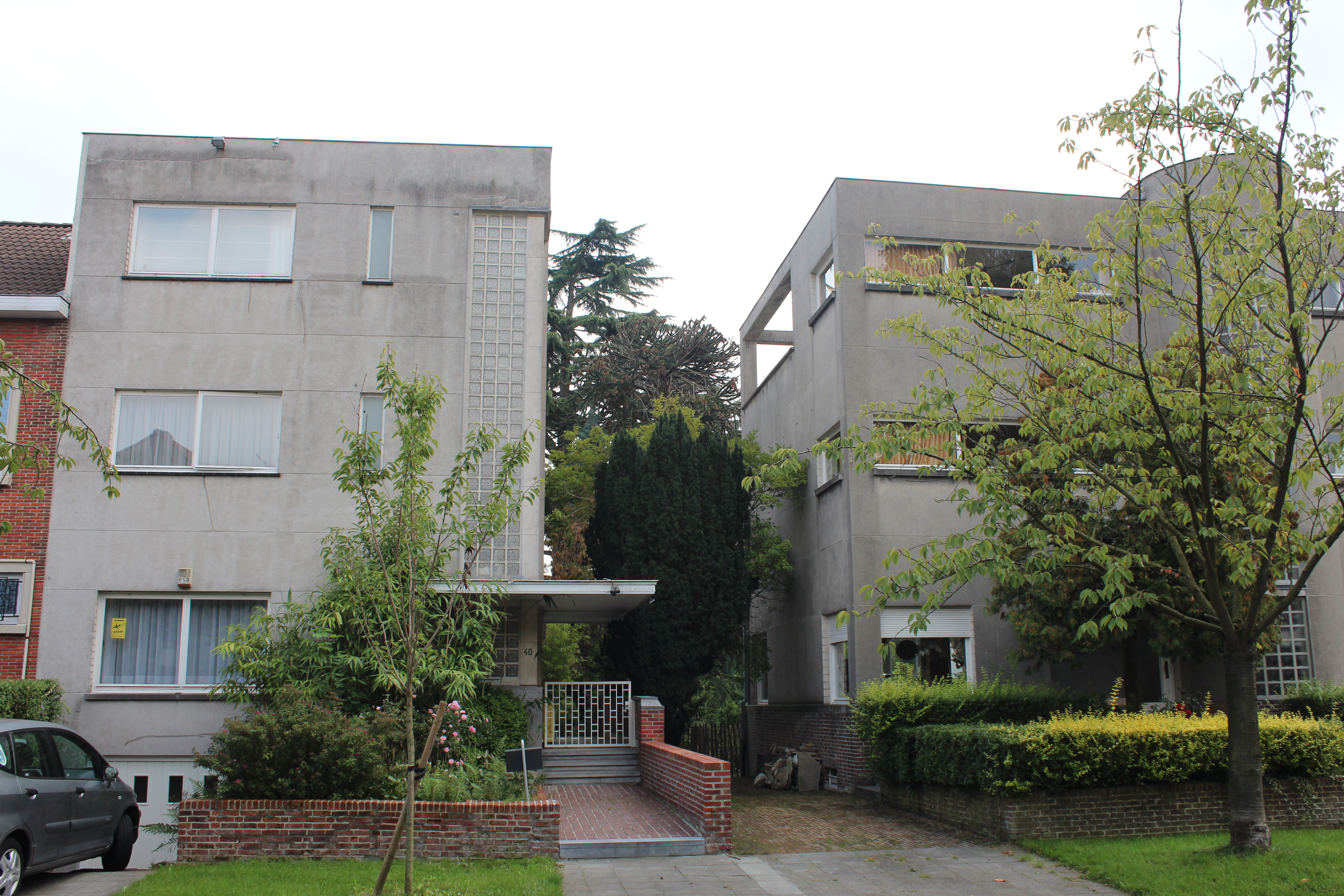
Maisons Delobe à Watermael-Boitsfort
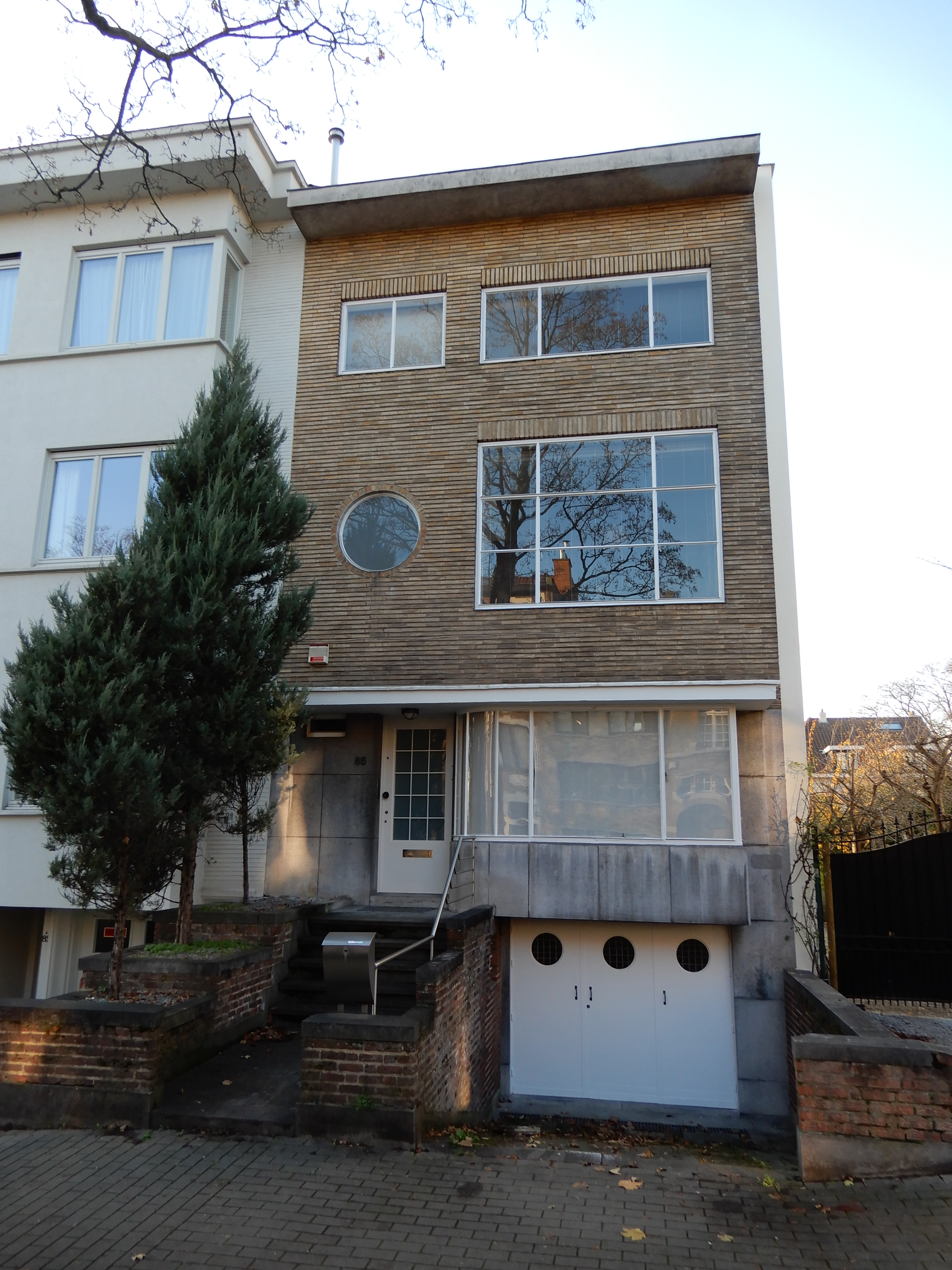
Maison Georges Brunfaut à Uccle

## Principales publications
- L'Architecture, art social (à propos de l’Exposition de Paris). K. Fisker, T. Hwass, J. Van Neck, R. Thibaut, architectes, in Le Document, 5/43, 1926, pp. 13-16.
- Lettre au non-moderniste, in Le Document, 5/47, 1926, p. 73.
- Forme et fonction, in Le Document, 6/58, 1928, pp. 205-208.
- Hollande, de Berlage à Oud, in Le Document, 6/59, 1928, pp. 217-229.
- La Maison particulière en Belgique, in Le Document, 7/66, 1928, pp. 1-16.
- Pour un Manifeste d’Architecture Moderne, in Tekhne. Supplément mensuel d'information & de technique, 4/9, 1931, pp. 189-191.
- Urbanisme. Quelques règles pour Bruxelles, in Le Document, 8/79, 1931, p. 7.
- Confiance en l’architecture moderne, in Le Document, 8/83, 1931, p. 14.
- Hôpitaux modernes, in Tekhne. Supplément mensuel d’information & de technique, 5/11, 1931, pp. 157-163.
- L’urbanisme et les transports, in Bâtir, 3, 1933, pp. 92-95.
- L’urbanisme et l’architecture dans la reconstruction, in La Maison, 1/3, 1945, pp. 73-74.
- Le building du secrétariat des Nations Unies, à New-York, in La Maison, 8/1, 1952, pp. 1-29.
- Siège de l’O.N.U. à New York. Pour l’architecture de ce temps, in Architecture, Urbanisme, Habitation, déc. 1952, pp. 127-142.
- Métamorphose de Bruxelles, in Rythme, 21, 1957, pp. 4-19.
- Forme de l’habitat, in Rythme, 28, 1959, pp. 2-4.
- Les musées et l’architecture, in Rythme, 29, 1959, pp. 2-3.
- Forme et fonction architecture et urbanisme, in Rythme, 37, 1963, p. 26.
- Victor Horta et la "Maison du Peuple" à Bruxelles, in Rythme, 38, 1963, p. 26.
- L’architecture absolue, in La Maison, 24/2, 68, p. 57-59.